# Zamarada griveaudi
Zamarada griveaudi är en fjärilsart som beskrevs av Fletcher 1974. Zamarada griveaudi ingår i släktet Zamarada och familjen mätare. Inga underarter finns listade i Catalogue of Life.